# Challenger de Mohammedía
EL Morocco Tennis Tour – Mohammedia es un torneo profesional de tenis. Pertenece al ATP Challenger Series. Se juega desde el año 2014 sobre pistas de tierra batida, en Mohammedía, Marruecos.

## Palmarés

### Individuales
| Año  | Campeón                 | Finalista               | Resultado      |
| ---- | ----------------------- | ----------------------- | -------------- |
| 2016 | Gerald Melzer           | Stefanos Tsitsipas      | 3–6, 6–3, 6–2  |
| 2015 | Roberto Carballés Baena | Kamil Majchrzak         | 7–64, 6–2      |
| 2014 | Pablo Carreño           | Daniel Muñoz de la Nava | 7-62, 2-6, 6-2 |

### Dobles
| Año  | Campeones                       | Finalistas                            | Resultado        |
| ---- | ------------------------------- | ------------------------------------- | ---------------- |
| 2016 | Dino Marcan Antonio Šančić      | Roman Jebavý Andrej Martin            | 7–63, 6–4        |
| 2015 | Íñigo Cervantes Mark Vervoort   | Roberto Carballés Baena Pablo Carreño | 3–6, 7–62, 12–10 |
| 2014 | Fabiano de Paula Mohamed Safwat | Richard Becker Elie Rousset           | 6-2, 3-6, 10-6   |